# 池田町立池田中学校 (福井県)
池田町立池田中学校（いけだちょうりつ いけだちゅうがっこう）は、福井県今立郡池田町にある公立中学校。

## 概要
- 福井県の条例で準へき地校に指定されている。
- 2016年の生徒数52人[3]、教職員数14人[4]。
- 2001年4月以降、福井県立武生高等学校池田分校との中高一貫教育指定校（連携型）となったが、池田分校の募集停止で2016年度一杯で連携を解消した。

## 通学区域
池田町全域

## 著名な卒業生
- 山本信一郎（官僚、宮内庁長官）
- 杉本博文（政治家、今立郡池田町長）
- 徳南堅太（フェンシング選手）
- 朝日奈蒼（宝塚歌劇団宙組男役、97期生）

## 事件
- 2017年3月、2年生の男子生徒（当時14歳）が指導死した[6]。この影響で、文部科学省は「いたずらに叱責を繰り返すと、ストレスや不安の高まり、自信や意欲の喪失などを招き、精神的に追い詰めることにつながりかねない」と指摘し再発防止の徹底を求める通知を全国の教育委員会に出した。なお、指導死した男子生徒の他にも当該担任が担当したクラスで、叱責を理由に不登校になった生徒がいるとの報道もなされている。